# Óscar Valero
Óscar Valero Navarro (Zaragoza, Aragón, España, 28 de agosto de 1985) es un futbolista español que juega como centrocampista en el Club de Fútbol Épila de la Tercera División RFEF.

## Trayectoria
Comenzó a jugar al fútbol en la U. D. Casetas, club en el que permaneció hasta los diecisiete años fichó entonces por el Club Deportivo Mirandés de la Segunda División B de España, para volver en la temporada siguiente al filial zaragocista. 
En la temporada 2006-07 entró en alguna convocatoria del primer equipo, lo que le sirvió para hacer la siguiente pretemporada con este y para considerarle cómo un posible recambio en el lateral derecho del Real Zaragoza. En la temporada siguiente alternó su presencia en el filial con las convocatorias del primer equipo. Esa temporada debutó en Primera División de España en la jornada 13, en el partido Real Zaragoza - Getafe C. F., que acabaría con empate a uno.

## Clubes
| Club              | País   | Año       |
| ----------------- | ------ | --------- |
| U. D. Casetas     | España | 2002-2004 |
| C. D. Mirandés    | España | 2004-2005 |
| Real Zaragoza "B" | España | 2005-2009 |
| Atlético Ciudad   | España | 2009-2010 |
| Benidorm C. F.    | España | 2010-2011 |
| C. D. Guijuelo    | España | 2011-2015 |
| C. D. Tudelano    | España | 2015-2016 |
| C. D. Ebro        | España | 2016-2017 |
| S. D. Ejea        | España | 2017-2019 |
| A. D. San Juan    | España | 2019-2020 |
| C. F. Épila       | España | 2020-     |